# Aulus Manlius Torquatus Atticus
Aulus Manlius Torquatus Atticus war ein im 3. Jahrhundert v. Chr. lebender Politiker der Römischen Republik. Nach seiner Zensur 247 v. Chr. übte er zweimal (244 und 241 v. Chr.) das Konsulat aus.

## Leben
Aulus Manlius Torquatus Atticus entstammte dem römischen Patriziergeschlecht der Manlier. Sein Vater und Großvater führten nach der Filiationsangabe der Fasti Capitolini und Triumphalfasten das Pränomen Titus.
247 v. Chr. bekleidete Manlius das Amt eines Zensors, wobei er den zweimaligen Konsul Aulus Atilius Caiatinus zum Kollegen hatte. 244 v. Chr. erreichte er zum ersten Mal das höchste Staatsamt; sein Mitkonsul war Gaius Sempronius Blaesus. Ein zweites Mal übte er das Konsulat drei Jahre später, 241 v. Chr., gemeinsam mit Quintus Lutatius Cerco aus. In diesem Jahr gelang es Rom, den mehr als 20 Jahre währenden Ersten Punischen Krieg erfolgreich abzuschließen. Eine bald danach, noch 241 v. Chr. ausgebrochene Rebellion der Falisker konnte Manlius zusammen mit seinem Amtskollegen Lutatius in nur sechs Tagen niederwerfen; die Aufständischen wurden hart bestraft. Nach Ausweis der Triumphalakten hielt Manlius daraufhin einen Triumph über die Falisker ab.
Anlässlich der siegreichen Beendigung des Ersten Punischen Krieges dürfte Manlius die – nur dieses eine Mal während der ganzen römischen Republik durchgeführte und eine allgemeine Friedensära verkündende – kurzzeitige Schließung des Janustempels angeordnet haben. Diese Maßnahme wurde aber schon von frühen römischen Annalisten fälschlicherweise dem Konsul von 235 und 224 v. Chr., Titus Manlius Torquatus, zugeschrieben.
Plinius der Ältere erwähnt einen Konsular Aulus Manlius Torquatus, der unerwartet während des Essens verstarb. Doch ist dieser Konsular nach der Meinung des Althistorikers Friedrich Münzer wahrscheinlich nicht mit dem hier behandelten Manlius zu identifizieren, sondern mit dem Konsul von 164 v. Chr.